# Voiture de transport avec chauffeur
Pour les articles homonymes, voir VTC.
 (juillet 2020).
Une voiture de transport avec chauffeur (VTC), est un moyen de transport de personnes, mis à disposition uniquement sur réservation, avec un conducteur professionnel obligatoirement. Elle est héritière des « voitures de remise » créées avec l'apparition des carrosses au XVIIe siècle.

## Description
La principale différence avec les taxis est que ces derniers sont autorisés à stationner ou « marauder » sur la place publique en quête de clients (d'où l'appellation de « voiture de place »), alors que les VTC ne peuvent travailler que sur réservation et doivent donc être stationnés en dehors de la voie publique lorsqu'ils ne sont pas commandés par un client (dans leur garage, bâtiment que l'on appelait auparavant une « remise » d'où l'appellation de « voitures de remise »).
La « maraude électronique » lui est interdite par la loi Thévenoud.
Cette activité était traditionnellement connue sous le nom de « voiture de grande remise » ; elle a été transférée du ministère de l'Intérieur vers le ministère du Tourisme pour pouvoir cloisonner la gestion avec les taxis et démultiplier son nombre grâce à l'abaissement du critère de la cylindrée des véhicules jusqu'alors cantonnée aux seules voitures de prestige. C'est le ministère des Transports qui en assure aujourd'hui la gestion. On compte en France 13 354 exploitants de VTC au 1er septembre 2015 (7 212 exploitants en février 2014).

## Histoire

### Avant la révolution française (1789): Les voitures de remise et les fiacres
L'appellation de « voiture de remise » est apparue à Paris au XVIIe siècle. Les problèmes de circulation et de stationnement dans les rues étroites aux abords du palais du Louvre et du Château de Versailles encouragèrent les autorités à mettre à la disposition des cochers au service du roi et de la Cour des remises (garages) où ils devraient stationner. Deux catégories de remises coexistaient et leur accès était fonction de la qualité des véhicules et de leurs passagers. Les cochers des carrosses luxueux au service des hauts dignitaires avaient accès à la « grande remise » tandis que les autres attendaient à la « petite remise ».
C'est aussi à cette époque que les premiers services de transport particulier de personnes sont apparus à Paris : vers 1640, un certain Nicolas Sauvage, facteur des maîtres des coches d'Amiens, inventa le premier service de carrosses qu'il louait à l'heure ou à la journée, remplaçant ainsi les chaises à porteurs. Il établit sa remise rue Saint-Martin à Paris. Ces voitures furent appelées « fiacres » sans doute en mémoire d'un moine des Petits-Pères, nommé Fiacre et dont on accrochait le portrait dans les nouvelles voitures pour les protéger des accidents.
D'autres suivirent l'exemple de Nicolas Sauvage : un entrepreneur, Charles Villerme, se fit donner en 1650 un privilège royal puis en 1657, un certain Pierre Hugon sieur De Givry obtint le monopole de « faire établir dans les carrefours, lieux publics et commode de la ville et faubourgs de Paris, tel nombre de carrosses, calèches et chariots attelés de deux chevaux chacun, […] pour y être exposés depuis les sept heures du matin jusqu'à sept heures du soir et être loués à ceux qui en auraient besoin, soit par heure, demi-heure, journée ou autrement, à la volonté de ceux qui voudraient s'en servir pour être menés d'un lieu à un autre où les affaires les appelleraient, tant dans la ville et faubourgs de Paris qu'à quatre et cinq lieues aux environs, soit pour les promenades des particuliers, soit pour aller à leurs maisons de campagnes. »
En 1676, le roi Louis XIV tenta de réunir en une seule et même administration les divers services des coches, des carrosses, des messageries et des postes. Cette tentative de centralisation n'aboutit pas et les services de voitures publiques furent donnés à bail à prix débattu à divers entrepreneurs.
Les conditions pratiques du métier de cocher entraînèrent des abus tels, tant sur la clientèle que sur la voie publique, que des mesures sévères furent prises :
- en 1688, un règlement déterminant l'emplacement des stations que les fiacres devront occuper,
- une ordonnance de janvier 1696 fixant leur tarif,
- en 1699, il fut interdit aux équipages de nourrir leurs chevaux dans la rue, sous peine de fourrière.

En 1753, il existait à Paris 28 places de fiacres et 60 entrepreneurs de carrosses de remise possédant environ 170 voitures qui exploitèrent le privilège du sieur De Givry, chacune sur un itinéraire différent.
Par arrêt du Conseil d'État du Roi du 4 mars 1779, le monopole est reconstitué et Pierre Perreau se porte acquéreur du Privilège des Carrosses de place de la ville et faubourgs de Paris. Il paie ce privilège « 5,5 millions de livres, outre 15 000 livres par an à l'Hôpital Général » (si on considère par conversion qu'une livre tournois vaut environ 3,18 euros, on peut estimer la somme à 17,5 millions d'euros).

### Entre 1790 et 1855: Les cabriolets de place et les cabriolets de régie
Avec la Révolution française et la fin des privilèges, l'exploitation des voitures de louage devient libre. Les sieurs Perreau qui possédaient le monopole des carrosses de place obtiennent une indemnisation de 420 000 livres.
De 1790 à 1817, les loueurs et entrepreneurs vont avoir pleine liberté d'action sous le contrôle de la police. C'est à cette époque les voitures de louage se retrouveront sous la pleine autorité de la préfecture de police qui, elle seule, accordera les autorisations pour l'exploitation symbolisé par un numéro à fixer sur le fiacre, le remisage et le stationnement des voitures.
De 1790 à 1822, il n'existe plus réellement de voitures de remise qu'on puisse louer à la course ou à l'heure.
Après 1830, vont apparaître les cabriolets de régie (numéros rouges) qui vont jouir d'une liberté sans limite à la condition expresse de ne pouvoir jamais stationner sur la voie publique lorsqu'ils ne sont pas loués (à l'image des VTC) contrairement aux fiacres et cabriolets de place. On estime le nombre de voitures de louage à environ 2 000 au cours de cette période.
En 1839, dans son Atlas Histoire physique, civile et morale de Paris Jacques-Antoine Dulaure estime le nombre total de voitures de place à un peu moins de 3 000 (945 fiacres et coupés, 200 fiacres supplémentaires pour les dimanches et fêtes, 733 cabriolets de place, 700 cabriolets de régie « dont le nombre est estimé mais pas limité » et 200 cabriolets de l'extérieur dits « coucous »)
En 1854, il existait 145 compagnies de fiacres et voitures de place à Paris pour environ 1 992 voitures. Le nombre de voitures de remise toutes catégories confondues s'élevait à 3 450.

### Entre 1855 et 1866: Le quasi-monopole de la Compagnie impériale des voitures de Paris
En août 1855, afin d'améliorer le service des voitures de place et pour faire face aux problèmes de circulation dans le cadre de l'Exposition Universelle de cette même année tout en améliorant les finances de Paris, l'empereur Napoléon III octroya un monopole de fait des services de voitures de place à Paris à une société spécialement créée dans ce but : la Compagnie impériale des voitures de Paris (sigle : CIV). Le gouvernement promit d'empêcher la formation de toute nouvelle compagnie de voitures de place Paris en échange de l'achat en bloc de l'ensemble des numéros des voitures de place existantes, si leurs propriétaires désiraient vendre. En 1858, presque tous les numéros de voitures de place de Paris sont passés sous contrôle de la CIV, sauf 64.

### Entre 1955 et décembre 2009: distinction entre la petite et la grande remise
En 1955, le décret no 55-961, relatif à l'exploitation des entreprises de remise et de tourisme paru au Journal officiel de la République française le 20 juillet 1955 va réactiver une distinction entre les voitures de grande remise et les voitures de petite remise. Il définit les voitures de grande remise comme étant « des voitures de tourisme de luxe conduites par le propriétaire ou son préposé selon des conditions fixées à l'avance entre les parties ».
Au 31 décembre 2009, il existait 425 entreprises de grande remise sur l'ensemble du territoire français.

### Du1erjanvier 2010 au 31 décembre 2015: les voitures de tourisme avec chauffeur
La loi no 2009-888 du 22 juillet 2009 de développement et de modernisation des services touristiques (présentée par le secrétaire d'État Hervé Novelli) modifie en profondeur les conditions d'accès et d'exercice de l'activité de Grand Remisier : la profession est désormais dénommée « Exploitation de voitures de tourisme avec chauffeur » (VTC) et elle connaît une très forte dérégulation : les licences de Grande Remise, auparavant délivrées par la préfecture du ressort du siège social de l'entreprise après passage devant la Commission départementale d'action touristique, sont supprimées. Au cours de cette période, l'entreprise qui souhaitait exploiter des voitures de tourisme avec chauffeur devait s'enregistrer sur le Registre des exploitants de voitures de tourisme avec chauffeur tenu par l'organisme Atout France qui dépend du Ministère du tourisme.
Décembre 2011, apparaissent les premières applications mobiles de mise en contact d'utilisateurs avec des conducteurs réalisant des services de transport, notamment Uber, qui créée sa filiale Uber France. On peut ensuite voir l'arrivée de Snapcar, LeCab, Chauffeur privé, Lyft ou encore Allocab. Plus récemment, des entreprises françaises comme Queen VTC et VTC Côte Basque sont arrivées sur le marché.
Au début de l'année 2014, on comptait 7 213 entreprises de VTC, exploitant environ 13 465 véhicules dont 58 % en Île-de-France et 15 % en région PACA.

### Depuis le1erjanvier 2015: les «voitures de transport avec chauffeur»
La profession va encore changer d'appellation avec la loi no 2014-1104 du 1er octobre 2014 relative aux taxis et aux voitures de transport avec chauffeur (présentée par le secrétaire d'État Thomas Thévenoud). À compter du 1er janvier 2015, la profession se nomme « Exploitation de voitures de transport avec chauffeur » et elle fait partie de ce que l'on nomme le « Transport public particulier de personnes » (abréviation : TPPP ou T3P). Les entreprises doivent désormais s'enregistrer sur le Registre des exploitants de VTC tenu par le ministère de l'Écologie, du Développement durable et de l'Énergie.
Au 27 juin 2016, il y a 10 658 exploitants de VTC immatriculés sur ce registre qui se répartissent comme suit :
| Région                     | Nombre d'exploitants immatriculés | Total national (en %) |
| -------------------------- | --------------------------------- | --------------------- |
| Auvergne Rhône Alpes       | 3037                              | 5,97 %                |
| Bourgogne Franche Comté    | 169                               | 0,52 %                |
| Bretagne                   | 210                               | 0,50 %                |
| Centre - Val de Loire      | 426                               | 0,99 %                |
| Grand Est                  | 778                               | 1,06 %                |
| Corse                      | 35                                | 0,12 %                |
| Guadeloupe                 | 40                                | 0,21 %                |
| Guyane                     | 2                                 | 0,01 %                |
| Normandie                  | 472                               | 0,87 %                |
| Île-de-France              | 36524                             | 71,79 %               |
| Martinique                 | 4                                 | 0,00 %                |
| Mayotte                    | 0                                 | 0,00 %                |
| Occitanie                  | 1379                              | 2,20 %                |
| Hauts-de-France            | 1916                              | 3,18 %                |
| Pays de la Loire           | 685                               | 0,87 %                |
| Nouvelle-Aquitaine         | 1213                              | 1,71 %                |
| Provence Alpes Cote d'Azur | 3906                              | 7,68 %                |
| Réunion                    | 83                                | 0,20 %                |
| Total France               | 50878                             | 100 %                 |

## Réglementation
Les exploitants de voiture avec chauffeur (VTC), véhicule comportant entre 4 et 9 places, chauffeur compris, sont soumis à des conditions d'installation et d'exploitation : aptitude professionnelle, formation continue, réservation obligatoire, honorabilité et qualité du service.

### Réglementation en vigueur en France depuis le1erjanvier 2015
Depuis le 1er janvier 2015, l'activité d'« exploitant de voitures de transport avec chauffeur » est réglementée par la loi no 2014-1104 du 1er octobre 2014 relative aux taxis et aux voitures de transport avec chauffeur également surnommée « loi Thévenoud », du nom du secrétaire d'État qui l'a présentée.
La loi prévoit une distinction entre les exploitants de voitures de transport avec chauffeur qui mettent à la disposition de leur clientèle une ou plusieurs voitures de transport avec chauffeur, dans des conditions fixées à l'avance, et les intermédiaires qui mettent en relation des exploitants et des clients.
Pour exercer en France, les exploitants de voitures de transport avec chauffeur, personne physique ou morale, doivent obligatoirement s'inscrire sur un registre national appelé « registre des exploitants de VTC »,tenu par le ministère chargé des Transports (actuellement[Quand ?], le ministère de l'Écologie, du Développement Durable et de l'Énergie). L'inscription doit être renouvelée tous les cinq ans.
Les intermédiaires doivent déposer une déclaration au registre qui doit être renouvelée tous les ans.
Le 9 mars 2016, le Conseil d'État a annulé pour un vice de procédure (défaut d’information préalable de la Commission européenne requis par la directive 98/34/CE), le décret d'application de la loi Thévenoud qui interdisait aux VTC de faire savoir par une application mobile qu'ils sont disponibles pour prendre des clients à proximité,.
Le 7 juin 2019, dans le cadre du projet de loi d'orientation des mobilités, l'Assemblée nationale adopte un nouveau cadre social pour les chauffeurs de VTC. L'État propose notamment aux plateformes d'établir une « charte précisant les contours de leur responsabilité sociale ». Pour les syndicats de chauffeurs, cette mesure ne résout pas la question du flou entre salariat et entrepreneuriat dans lequel ils disent être.

#### Inscription obligatoire au registre des exploitants de VTC
L'inscription au registre des exploitants de VTC d'une personne physique ou morale établie en France, ou d'une personne ressortissante de l'Espace économique européen (EEE) qui souhaite s'établir en France, est obligatoire pour exercer l'activité d'exploitant de VTC.
L'inscription doit être obligatoirement effectuée en ligne lors de la déclaration d'activité du nouvel exploitant. Elle doit être renouvelée tous les cinq ans.
Pièces justificatives à fournir lors d'une première inscription :
- attestation d'assurance couvrant la responsabilité civile professionnelle,
- justificatif de l'immatriculation de l'entreprise (extrait Kbis ou répertoire Siren),
- copie du certificat d'immatriculation (carte grise) de chaque véhicule,
- copie de la carte professionnelle de chaque conducteur,
- justificatif de la garantie financière pour chaque véhicule utilisé de façon régulière (hors événement exceptionnel, salon, etc.), dont le montant est de 1 500 euros pour chaque véhicule. La garantie financière n'est pas nécessaire si l'exploitant est propriétaire du véhicule utilisé lors de la prestation de VTC ou si le véhicule fait l'objet d'une location de longue durée (supérieure à six mois). Dans ce cas, tout justificatif permettant de vérifier la propriété ou le caractère locatif de longue durée du véhicule doit être fourni.

Le montant des frais d'inscription des exploitants de VTC est fixé à 170 euros au 1er janvier 2016.
Tout changement de situation, notamment l'arrêt de l'activité, doit être signalé dans un délai d'un mois.
L'intermédiaire mettant en relation des exploitants de VTC et des clients, est tenu de déposer en ligne une déclaration au registre. Elle doit être renouvelée chaque année.

#### Obligations liées au véhicules utilisé pour un service de VTC

##### Caractéristiques techniques du véhicule
Les caractéristiques du véhicule utilisé pour un service de VTC sont définies par l'arrêté du 26 mars 2015 relatif aux caractéristiques des véhicules utilisés par les exploitants de voitures de transport avec chauffeur.
Un véhicule VTC doit avoir entre quatre et neuf places (chauffeur compris) et être en circulation depuis moins de six ans (hors véhicule de collection et véhicule hybride/électrique). Il doit avoir au minimum :
- une longueur de 4,50 m ;
- une largeur de 1,70 m ;
- une puissance de 84 kW, soit 115 ch ;
- au moins quatre portes.

Ces conditions ne s'appliquent pas aux véhicules hybrides et électriques.

##### Identification / signalétique du véhicule

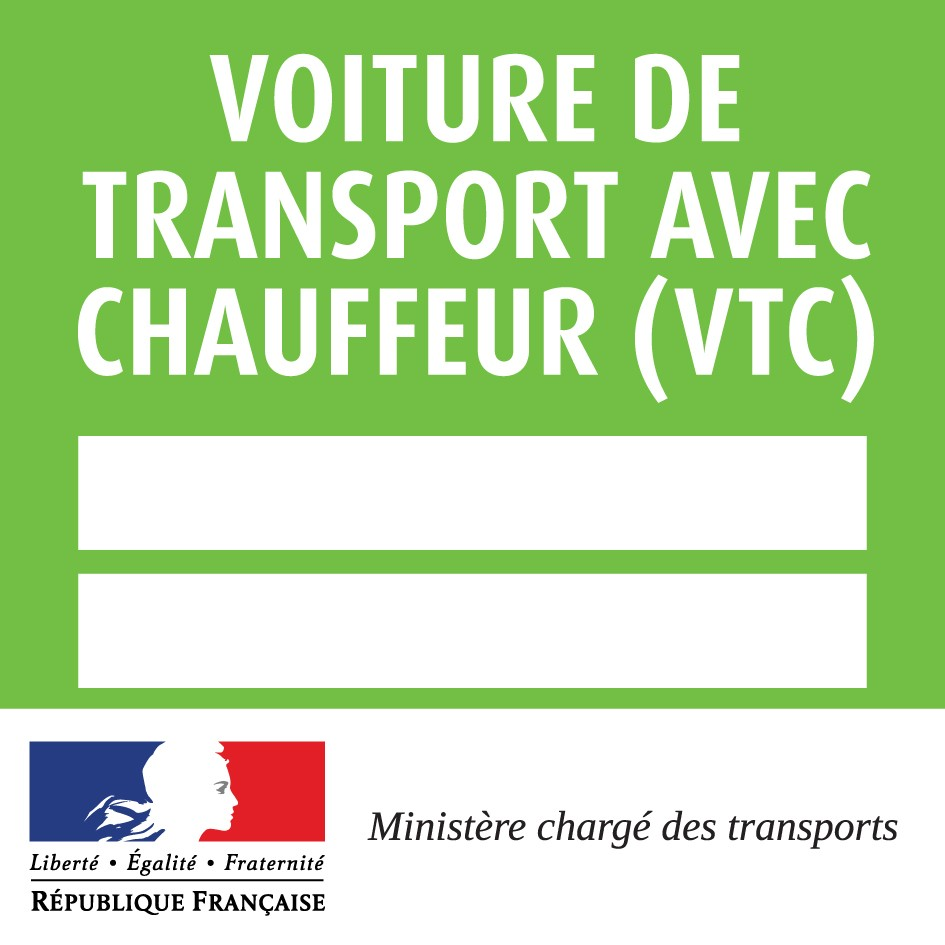
Modèle de vignette VTC obligatoire depuis le 1 janvier 2015 de couleur verte.

La signalétique du véhicule utilisé pour un service de VTC sont définies par l'arrêté du 28 janvier 2015 relatif à la signalétique des voitures de transport avec chauffeur
Chaque véhicule doit obligatoirement afficher une signalétique « Voiture de transport avec chauffeur », par le port d'une vignette autocollante comportant :
- le numéro d'inscription de l'entreprise au registre des VTC (dans le 1er rectangle blanc)
- le numéro d'immatriculation du véhicule (dans le 2d rectangle blanc)

La vignette, de couleur rouge, doit être conforme au modèle fixé par arrêté.
Elle doit être apposée et être visible de l'extérieur :
- à l'avant du véhicule : dans l'angle du pare-brise avant en bas à gauche de la place du chauffeur, et
- à l'arrière du véhicule : dans l'angle du pare-brise arrière en bas à droite, à l'opposé de la place du chauffeur.

Elle doit être occultée si le véhicule est utilisé pour une autre activité que celle de VTC.
Les exploitants de VTC doivent se procurer cette signalétique en passant commande à l'imprimerie nationale.
Il est interdit d'utiliser tout dispositif extérieur lumineux pouvant amener la confusion dans l'esprit du public avec un taxi.

##### Obligation d'assurance spécifique et contrôle technique annuel
La souscription d'une assurance automobile spécifique au transport de personnes à titre onéreux est obligatoire et doit pouvoir être justifiée lors de tout contrôle. Conformément à l'article R323-24 du code de la route, modifié par Décret no 2004-568 du 11 juin 2004, article 1, paru au JORF du 19 juin 2004, le véhicule doit passer tous les ans un contrôle technique spécifique : « Tout véhicule de moins de dix places, conducteur compris, affecté au transport public de personnes est soumis à un contrôle technique, au plus tard un an après la date de sa première mise en circulation, ou préalablement à son utilisation au transport public lorsque celui-ci a lieu plus d'un an après la date de sa première mise en circulation. […] Ce contrôle technique doit ensuite être renouvelé tous les ans. »

#### Le chauffeur de VTC: aptitude et carte professionnelle obligatoire
Un chauffeur de VTC doit, pour exercer son activité, détenir une carte professionnelle délivrée par le préfet du département dans laquelle il a déposé sa demande. Il doit la rendre lorsqu'il cesse son activité. Cette carte est attribuée aux chauffeurs répondant à des conditions de compétences professionnelles spécifiques :

##### Compétences professionnelles
Le chauffeur de VTC est tenu :
- d'être titulaire du permis B en cours de validité, depuis plus de deux ans,
- d'obtenir une attestation d'aptitude physique délivrée par le préfet,
- de réussir deux examens, l'un théorique, le second pratique (qui a remplacé la formation initiale obligatoire de 250 heures depuis le 5 avril 2016 et dont les modalités sont prévues par un arrêté du 2 février 2016[26]). Pour obtenir sa carte professionnelle, le futur chauffeur VTC doit obtenir une note au moins égale à 12 sur 20 à l'examen théorique, tout en ayant un nombre minimum de bonnes réponses dans chacun des six modules de ce même examen. Puis il doit réussir l'examen pratique,
- ou d'avoir une expérience de chauffeur professionnel de transport de personnes, d'au moins un an au cours des dix années précédentes,
- d'avoir suivi un stage de Premiers secours citoyen (PSC),
- de n'avoir aucune condamnation et inscription au casier judiciaire Bulletin no 2.

Précision de l'article R3120-8 du code des transports. Nul ne peut exercer la profession de conducteur de véhicule de transport public particulier si figure au bulletin no 2 de son casier judiciaire, ou à son équivalent pour les non-nationaux, l'une des condamnations suivantes :
1. Une condamnation définitive pour un délit sanctionné en vertu du code de la route par une réduction de la moitié du nombre maximal de points du permis de conduire ;
2. Une condamnation définitive pour conduite d'un véhicule sans être titulaire du permis de conduire correspondant à la catégorie du véhicule utilisé ou pour conduite malgré l'annulation du permis de conduire ou malgré l'interdiction d'obtenir la délivrance du permis, ou encore pour refus de restituer son permis de conduire après l'invalidation ou l'annulation de celui-ci ;
3. Une condamnation définitive prononcée par une juridiction, française ou étrangère, à une peine criminelle ou à une peine correctionnelle d'au moins six mois d'emprisonnement pour vol, escroquerie, abus de confiance, atteinte volontaire à l'intégrité de la personne, agression sexuelle ou infraction à la législation sur les stupéfiants.

##### Carte professionnelle

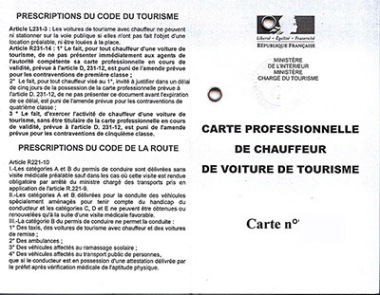
Modèle de carte professionnelle de conducteur VTC en vigueur au 1 janvier 2015.

Le chauffeur de VTC doit obligatoirement détenir une carte professionnelle valide pour exercer son activité. Lors d'une prise de service, la carte professionnelle doit être apposée sur le pare-brise ou sur le véhicule de telle façon que la photographie soit visible de l'extérieur.
Pour l'obtenir, la demande doit être adressée par écrit au préfet du département de son domicile (ou au préfet de police à Paris). La carte professionnelle est délivrée au plus tard dans les trois mois. Sans réponse dans un délai de deux mois, la demande est considérée comme refusée.
Le chauffeur doit rendre sa carte professionnelle dès qu'il cesse son activité.

##### Stage de formation continue
La formation continue concerne tous les conducteurs de VTC. Le chauffeur doit suivre tous les cinq ans un stage de formation continue, d'au moins sept heures, qui peuvent être fractionnées, dispensé dans un centre de formation agréé.
La formation doit porter sur la réglementation générale du droit des transports et de la sécurité routière, les innovations dans la gestion de la relation avec les clients et les évolutions des pratiques professionnelles… À l'issue du stage, une attestation de l'organisme de formation, signée et datée, valable cinq ans, doit être remise au chauffeur formé.

### Réglementation en vigueur en France entre le1erjanvier 2010et le31 décembre 2014
Entre le 1er janvier 2010 et le 31 décembre 2014, l'activité était réglementée par la loi no 2009-888 du 22 juillet 2009 de développement et de modernisation des services touristiques (présentée par le Secrétaire d'État, Hervé Novelli) qui modifia en profondeur les conditions d'accès et d'exercice de l'activité de Grand Remisier : la notion d'Entrepreneur de Grande Remise (GR) disparait au profit de celle d'Exploitant de Voitures de Tourisme avec Chauffeur et l'activité connaît une très forte déréglementation.
Au cours de cette période, les exploitants de VTC devaient être immatriculés sur un registre tenu par l'organisme Atout France. Payante, cette immatriculation devait être renouvelée tous les trois ans.
Fin 2009, le gouvernement va publier un arrêté relatif au transport par voiture de tourisme avec chauffeurqui va imposer la mise en place d'une formation initiale obligatoire d'au moins 250 heures pour les personnes souhaitant devenir chauffeur de VTC. Cette formation initiale sera obligatoire jusqu'à début 2016, date à laquelle elle sera remplacée par un examen théorique et un examen pratique appelé l'examen VTC.
Face à l'augmentation du nombre de VTC en circulation, à l'apparition d'intermédiaires proposant de commander instantanément des VTC via des applications sur smartphone (ce qui encourageait la maraude électronique) et aux protestations des chauffeurs de taxis et centrales de réservation de taxi qui y voyaient une concurrence déloyale, le gouvernement va publier le décret no 2013-1251 du 27 décembre 2013 relatif à la réservation des voitures de tourisme avec chauffeur pour imposer aux exploitants et chauffeurs VTC un délai de quinze minutes entre le moment où le client commande le véhicule et le moment où celui-ci est pris en charge.
En février 2014, le conseil d'État va suspendre ce décret au motif qu'il porte une atteinte illégale au principe du droit de la liberté du commerce et de l'industrie.
Le 17 décembre 2014, le Conseil d'État annule définitivement ce décret car il est jugé trop restreignant pour l'activité des VTC.

### Réglementation en vigueur en France entre 1955 et le 31 décembre 2009
La première réglementation contemporaine réglementant l'activité de la Grande Remise fut créée par un décret de juillet 1955 (complétée par un arrêté préfectoral de 1966 pour Paris). Elle était sous la tutelle du Ministère du Tourisme.
Les licences d'entrepreneur de remise et de tourisme, anciennement prévues par l'article L221-3 du code du tourisme, étaient délivrées par le préfet du département du siège de l'exploitation.
Les limousines ne pouvaient que prendre un client sur commande et le conduire vers une destination donnée, et non stationner sur la voie publique en attente de clientèle, contrairement aux taxis qui le peuvent.
Les chauffeurs étaient titulaires d'une carte professionnelle délivrée sous conditions particulières par le préfet du département du siège de l'exploitation.

### Les conditions d'agrément des écoles de formation de chauffeur VTC
L'arrêté du 25 octobre 2013 relatif à la procédure et aux conditions d'agrément des écoles de formation préparant aux stages de formation professionnelle, initiale et continue de chauffeur de voiture de tourisme et fixant le volume global d'heures de formation au titre des modules du stage de formation professionnelle de chauffeur de voiture de tourisme, a été abrogé par la parution d'un nouvel arrêté en date du 2 février 2016.
L'article 1fixe les règles d'agrément d'une école de formation dispensant le stage de formation professionnelle et le stage de formation continue de chauffeur de voiture de tourisme est délivré par le préfet du département dans lequel est établie l'école de formation ou, à Paris, par le préfet de police. Lorsqu'une école de formation possède un ou plusieurs établissements annexes, chacun d'entre eux doit faire l'objet d'un agrément par le préfet territorialement compétent ou, à Paris, par le préfet de police. Cet agrément est valable pour une période de cinq ans. La demande de renouvellement doit être formulée six mois au plus avant l'échéance de l'agrément en cours. L'agrément délivré comporte un numéro incluant le millésime. Il fait l'objet d'une publication au recueil des actes administratifs par l'autorité administrative compétente.
L'article 2dispose que la demande d'agrément est formulée par le représentant légal, ou son mandataire, de l'école de formation. Elle comporte les pièces suivantes :
- une copie de la carte nationale d'identité ou du passeport en cours de validité s'il s'agit d'une personne physique ou d'un extrait Kbis pour une personne morale (L bis s'il s'agit d'un établissement annexe), ou d'un récépissé de déclaration d'association ;
- un exemplaire des statuts s'il s'agit d'une personne morale ;
- pour les étrangers autres que les ressortissants d'un État membre de l'Union européenne ou d'un État partie à l'accord sur l'Espace économique européen, un titre de séjour autorisant l'exercice d'une activité professionnelle ;
- les conditions d'inscription, le règlement intérieur de l'organisme de formation, le programme détaillé et la durée des formations pour l'ensemble des matières ;
- un état descriptif des locaux, qui doivent être conformes aux règles générales d'hygiène et de sécurité, ainsi que des équipements pédagogiques utilisés qui doivent être adaptés à l'enseignement dispensé ;
- la liste des véhicules destinés à l'enseignement, accompagnée des documents justifiant, d'une part, l'existence d'une police d'assurance couvrant sans limite les dommages pouvant résulter d'accidents causés aux tiers et aux personnes transportées et, d'autre part, que sont respectées les obligations en matière de contrôle technique ;
- la liste des formateurs accompagnée d'une photocopie de leurs diplômes, ainsi que le nom d'un responsable pédagogique. Les tableaux en annexe I et II indiquent la qualification ou le diplôme requis pour les formateurs de chacun des modules de formation.

Il y a en France plusieurs centres de formations agréés par l'État préparant aux métiers de chauffeur VTC et exploitant VTC.

## Concurrence
Depuis 2009 en France, les VTC sont en concurrence avec les taxis traditionnels, ce qui soulève un problème relatif aux différentes législations auxquelles sont soumises les deux professions, alors que leurs activités se rejoignent, par exemple au niveau des aéroports. L'usage des VTC se développe en France et à l'étranger avec des applications mobiles facilitant la prise en charge des clients.
La concurrence au sein même de ces applications qui mettent en relation les chauffeurs VTC et les clients est forte. Le 25 juin 2015 a eu lieu une grande manifestation des taxis dans toute la France pour protester contre le service UberPOP d'Uber et la concurrence jugée sauvage de certains services VTC. Le ministre de l'Intérieur, Bernard Cazeneuve, donne instruction au préfet de police de Paris de prendre un arrêté interdisant l'activité d'UberPop. Le directeur général d'Uber France, Thibaud Simphal, a annoncé que la société allait contester l'interdiction du service UberPOP devant la justice. Néanmoins, à travers la loi Thévenoud, le gouvernement a pris la décision de cesser l’activité d’Uber Pop.
Une confusion entre une profession réglementée et un service illégal s'est créé dans l'opinion publique. Des professionnels du métier à l'instar de Camille Réchard, président de la CSNERT (Chambre syndicale nationale des entreprises de remise et de tourisme) ou d'Alexandra Pastor, vice-présidente nationale de la CNCE (Chambre nationale des chauffeurs et exploitants VTC de France) et ancienne secrétaire générale de la FFEVTC (Fédération française des exploitants de voitures de transport avec chauffeur) qui avait tenu à clarifier la situation en juillet 2015 lors de son interview par le journal Libération .
Le 1er janvier 2018, la « loi Grandguillaume » entre en vigueur pour régulariser l'accès à la profession de chauffeur VTC. Ainsi, chaque chauffeur VTC a désormais de nouvelles obligations, telle que l'affichage d'une vignette VTC indiquant le numéro d'inscription de l'entreprise au registre des VTC et le numéro d'immatriculation du véhicule ou encore que la réservation est désormais obligatoire.